# ماركوس بوريس روتمان
ماركوس بوريس روتمان (4 ديسمبر 1924 - 11 يوليو 2021) كان عالم مناعة تشيلي أمريكي - عالم أحياء جزيئية وأستاذ فخري للعلوم الطبية في كلية ألبرت الطبية بجامعة براون، من المعروف على نطاق واسع أنه أجرى أول تجارب جزيء واحد في علم الأحياء، توفي في يوليو 2021 عن عمر يناهز 96 عاما.

## التعليم
التحق روتمان بالمدرسة الابتدائية والثانوية في المعهد الوطني في تشيلي، حصل على منحة دراسية لحضور جامعة فيديريكو سانتا ماريا في عام 1942 وتخرج بدرجة هندسة كيميائية في عام 1948. التحق في عام 1950 بجامعة إلينوي وفي عام 1952 حصل على درجة الدكتوراه في الكيمياء الحيوية/علم الأحياء الدقيقة. كان مرشدوه في جامعة إلينوي سلفادور إي. لوريا (الحائز على جائزة نوبل 1969) وسول شبيجلمان (جائزة ألبرت لاسكر للبحوث الطبية الأساسية 1974). بعد التخرج كان روتمان باحثا ما بعد الدكتوراه في مجموعة جوشوا ليدربرغ (الحائز على جائزة نوبل 1958) في جامعة ويسكونسن ماديسون، ثم في مختبر برنارد دي. ديفيس في كلية الطب بجامعة هارفارد.

## مهنة البحث
طور روتمان في عام 1961 نظامًا قادرًا على قياس النشاط الأنزيمي للجزيئات الفردية من بيتا غالاكتوزيداز واستخدمه لإجراء أول تجربة جزيء واحد في علم الأحياء.
ظلت هذه التجارب المبكرة غامضة لأكثر من 30 عامًا ولكنها معترف بها الآن على أنها رائدة ومؤثرة للغاية. تنص المراجعة على "في الواقع إن هذه الورقة ليست فقط أصل مجال علم الإنزيمات أحادي الجزيء ولكن أيضا الكثير من الأبحاث اللاحقة ذات الجزيء الواحد." تستمد أهمية تجارب الجزيء الواحد من قدرتها على تقديم رؤى أساسية لا يمكن تحقيقها عن طريق التجارب التقليدية، على سبيل المثال (أ) يمكن قياس دوران الإنزيم مباشرة من عدد جزيئات الفلورسنت للمنتج الذي ينتجه جزيء إنزيم فردي. (ب) كشفت دراسة تعطيل الحرارة لإنزيم على مستوى جزيء واحد عن آليات غير مسبوقة؛ أي أن التسخين يسبب توزيعًا كليًا أو لا شيء للنشاط الأنزيمي، أي أن السكان الجزيئيين يتكونون إما من جزيئات إنزيم نشطة بالكامل أو غير نشطة تمامًا. تستبعد هذه التجربة آلية بديلة معقولة تفترض أن تعطيل الحرارة الجزئي ينتج جزيئات إنزيم ذات نشاط جزئي؛ (ج) على النقيض من ذلك فإن التعطيل الجزئي من بيتا غالاكتوزيداز الناتج عن تخزين الإنزيم البلوري تحت كبريتات الأمونيوم عند درجة حرارة منخفضة (3-6 درجة مئوية) لعدة سنوات يسبب توزيعا موحدًا لجزيئات الإنزيم المعطلة جزئيا، (د) يغير الطفرة النقطية في جين lacZ نشاط بيتا غالاكتوزيداز الذي ينتج مجموعات موحدة من جزيئات بيتا غالاكتوزيداز مع نشاط جزئي فردي.
يُذكر أن أول تجربة لجزيء فردي استخدمت تقنيتي الموائع الدقيقة المبنية على القطرات والركائز الفلورية. تم تطوير التقنية الأولى من قبل J. F. Collins لقياس محتوى البنسليناز في خلايا Bacillus licheniformis الفردية. أما الركائز الفلورية، فهي مركبات غير فلورية تُنتج فلورسنت عند التفاعل الأنزيمي، وتُسهم الركائز الفلوروجينية في زيادة دقة اختبارات الإنزيم، والكثير منها متوفر في الأسواق.
اكتشف روتمان وبابرماستر فلوروكروماسيا في عام 1966 وهي ظاهرة خلوية عالمية تتميز بالظهور الفوري للمضان الأخضر الساطع داخل الخلايا القابلة للحياة عند التعرض لبعض الركائز الفلورية النفاذية للغشاء مثل ثنائي الأسيتات الفلوريسين والفلوريسين ديبوتيرات والفلوريسين ديبروبيونات، تستخدم هذه الظاهرة عادة لقياس الجدوى الخلوية للعديد من الأنواع المختلفة بما في ذلك الحيوانات والأجنة والنباتات والكائنات الحية الدقيقة.
أبلغ روتمان وسيلادا في عام 1968 عن وجود مجموعة فرعية من الأجسام المضادة مع قدرة غير مسبوقة على استعادة نشاط الجزيئات المتحورة من بيتا غالاكتوزيداز المعيب عن طريق التغيير التوافقي. في وقت لاحق، خضعت هذه القدرة الاستثنائية لبعض الأجسام المضادة للعديد من الدراسات.

##### الجوائز
حصل روتمان على جائزة حاكم ولاية رود آيلاند للتميز العلمي في عام 1990.

## مشورات مختارة
- Rotman، B.؛ Spiegelman، S. (1 أكتوبر 1954). "On the origin of the carbon in the induced synthesis β-galactosidase in Escherichia coli". Journal of Bacteriology. ج. 68 ع. 4: 419–429. DOI:10.1128/JB.68.4.419-429.1954. ISSN:0021-9193. PMC:357415. PMID:13201546.
- Rotman، B. (1 ديسمبر 1961). "Measurement of activity of single molecules of β-D-galactosidase". Proceedings of the National Academy of Sciences. ج. 47 ع. 12: 1981–1991. Bibcode:1961PNAS...47.1981R. DOI:10.1073/pnas.47.12.1981. ISSN:0027-8424. PMC:223251. PMID:14038788.
- Rotman، Boris؛ Zderic، John A.؛ Edelstein، Marvene (22 يونيو 1963). "Fluorogenic Substrates for β -D-galactosidases and Phosphatases Derived from Fluorescein (3, 6-dihydroxyfluoran) and Its Monomethyl Ether". Proceedings of the National Academy of Sciences of the United States of America. ج. 50 ع. 1: 1–6. Bibcode:1963PNAS...50....1R. DOI:10.1073/pnas.50.1.1. JSTOR:71664. PMC:300644. PMID:13975398.
- Rotman، B.؛ Papermaster، B. W. (1 يناير 1966). "Membrane properties of living mammalian cells as studied by enzymatic hydrolysis of fluorogenic esters". Proceedings of the National Academy of Sciences. ج. 55 ع. 1: 134–141. Bibcode:1966PNAS...55..134R. DOI:10.1073/pnas.55.1.134. ISSN:0027-8424. PMC:285766. PMID:5220862.
- Ganesan، A. K.؛ Rotman، B. (1 مارس 1966). "Transport systems for galactose and galactosides in Escherichia coli: I. Genetic determination and regulation of the methyl-galactoside permease". Journal of Molecular Biology. ج. 16 ع. 1: 42–50. DOI:10.1016/S0022-2836(66)80261-9. ISSN:0022-2836. PMID:5331243.
- Celada، F.؛ Rotman، B. (1 مارس 1967). "A fluorochromatic test for immunocytotoxicity against tumor cells and leucocytes in agarose plates". Proceedings of the National Academy of Sciences. ج. 57 ع. 3: 630–636. Bibcode:1967PNAS...57..630C. DOI:10.1073/pnas.57.3.630. ISSN:0027-8424. PMC:335555. PMID:16591510.
- Rotman، M B؛ Celada، F (1 يونيو 1968). "Antibody-mediated activation of a defective beta-D-galactosidase extracted from an Escherichia coli mutant". Proceedings of the National Academy of Sciences. ج. 60 ع. 2: 660–667. Bibcode:1968PNAS...60..660R. DOI:10.1073/pnas.60.2.660. ISSN:0027-8424. PMC:225097. PMID:4882747.
- Rotman، B.؛ Ganesan، A. K.؛ Guzman، R. (14 سبتمبر 1968). "Transport systems for galactose and galactosides in Escherichia coli: II. Substrate and inducer specificities". Journal of Molecular Biology. ج. 36 ع. 2: 247–260. DOI:10.1016/0022-2836(68)90379-3. ISSN:0022-2836. PMID:4939625.
- Maloney، P. C.؛ Rotman، B. (1 يناير 1973). "Distribution of suboptimally induced β-d-galactosidase in Escherichia coli: The enzyme content of individual cells". Journal of Molecular Biology. ج. 73 ع. 1: 77–91. DOI:10.1016/0022-2836(73)90160-5. ISSN:0022-2836. PMID:4570383.